# Yuki (Galactik Football)
Yuki es un personaje de la serie francesa de televisión Galactik Football. Es una chica de pelo naranja y corto, prima de Thran y Ahito.
Yukkio es el personaje principal del anime ao no exorcist (el exorcista azul)